# Torri del Banco di Napoli
Le Torri del Banco di Napoli sono delle torri ubicate nel centro direzionale di Napoli. Sono posizionate all'interno dei lotti A e B, occupando le isole A4 e B1.
Le due torri sono state progettate negli anni 1985 - 1990 dall'architetto Nicola Pagliara, il complesso risulta molto imponente per la sua bassa altezza (circa 70 metri) e anche per il disegno delle otto facciate degli edifici che riprendono in maniera rivisitata le decorazioni in art déco; le due strutture sono rivestite in pietra bicromatica e collegate tra loro tramite un cavalcavia a due piani sempre in stile retrò in acciaio e a facciata continua. Le torri furono commissionate nel 1984 dal Banco di Napoli e successivamente vendute dopo il 1995 dopo la crisi che ha interessato la più grande banca meridionale.